# امستردام (میزوری)
امستردام، میسوری (به انگلیسی: Amsterdam, Missouri) یک شهر در ایالات متحده آمریکا است که در میزوری واقع شده‌است.

## خصوصیات
امستردام ۱٫۴۸ کیلومترمربع مساحت و ۲۴۲ نفر جمعیت دارد و ۲۷۰ متر بالاتر از سطح دریا واقع شده‌است.